# Nikolai Podvoiski
Nikolai Podvoiski   (Kunashivka, 4 de febrer de 1880 (Julià) - Moscou, 28 de juliol de 1948) va ser un revolucionari rus. Va tenir un paper important en la Revolució Russa de 1917 i va escriure molts articles per al diari soviètic Krasnaya Gazeta. També va escriure una història de la revolució bolxevic, que descriu els progressos de la Revolució Russa sense esmentar a Lev Trotski o Ióssif Stalin.
Va ser president del Comitè Militar Revolucionari del Soviet de Petrograd i un de la «troica» que va dirigir l'assalt al Palau d'Hivern que va acabar amb el Govern Provisional Rus d'Aleksandr Kérenski. Va posar en marxa, amb Serguei Eisenstein, la producció d'una versió cinematogràfica del mateix succés.
Immediatament després de la revolució bolxevic al novembre de 1917, va exercir el càrrec del primer Ministre de Defensa de la Unió Soviètica. En aquest lloc es va oposar a la creació d'un consell consultiu format per antics oficials tsaristes que havien d'assessorar el nou Exèrcit Roig tal com defensava Trotski, que va acabar per rellevar-lo el març de 1918.